# Jacob Mandix
Jacob Mandix (født 18. januar 1758 i København, død 22. maj 1831 i Sorø) var en dansk nationaløkonom og embedsmand. Han var bror til Jørgen Mandix.
Mandix blev student 1774, cand. theol. 1777, cand. juris 1778 og cand. philol. 1779. Han studerede 1781—83 statsvidenskab i Göttingen og opholdt sig endvidere i Frankrig, England og Holland. Mandix blev 1783 auskultant i Rentekammeret, 1786 revisor ved kontoret for tilsyn med umyndiges midler, 1790 sekretær og chef for det fynske og jyske landvæsenskontor og 1797 chef for det danske og norske tabelkontor. Han blev 1801 amtmand på Bornholm, 1804 kommitteret i Rentekammeret, 1807 tillige administrerende medlem af direktionen for Kreditkassen, 1822 deputeret i Rentekammeret, fik 1830 efter ansøgning dispensation fra sine embedsforretninger og 1831 afsked. Han blev kammerråd 1800, etatsråd 1812 og konferensråd 1829.
Foruden at yde flere bidrag til Minerva, Lærde Efterretninger og andre og at redigere bogstaverne R og V til Videnskabernes Selskabs danske ordbog, skrev Mandix Forsøg til en systematisk Haandbog over den danske Landvæsensret (I—II 1800, 2. omarbejdede udgave under titel Haandbog i den danske Landvæsensret I—II, 1813, med tillæg 1829) og Om det danske Kammervæsen, en Haandbog for Embedsmænd ved Rentekammeret og hvem ellers danske Kammersager vedkomme (1820), begge værker, der vandt stor anseelse og benyttedes meget i praksis. Af mindre speciel karakter var Mandix's lille oversigt Danmarks Tilstand for omtr. tresindstyve Aar siden sammenlignet med den nuværende (1830); derimod er bogen Om Danmarks Lovgivning i Kong Christian 5.'s Tid (1831) nærmest et lovrepertorium. Mandix's datter Lucie var gift med B.S. Ingemann.